# Марк Клавдий Марцелл Эзернин (контубернал)
Марк Кла́вдий Марце́лл Эзернин (лат. Marcus Claudius Marcellus Aeserninus) (около 106 — после 70 года до н. э.) — римский военный и политический деятель.

## Биография
Марк Клавдий Марцелл — сын Марка Клавдия Марцелла, легата времён Союзнической войны 91—88 годов до н. э.
Возможно, в 90 году до н. э. был контуберналом в войске своего отца, отличился в ходе защиты Эзернии, из-за чего получил прозвище «Эзернин» (лат. Aeserninus).
Летом 70 года до н. э. должен был дать в суде показания в пользу Гая Верреса, но не сделал этого.